# Rendel Vermeulen
Rendel Vermeulen (* 12. August 2003) ist ein belgischer Leichtathlet, der sich auf den Sprint spezialisiert hat.

## Sportliche Laufbahn
Erste internationale Erfahrungen sammelte Rendel Vermeulen im Jahr 2023, als er bei der 1. Liga der Team-Europameisterschaft im Rahmen der Europaspiele in Chorzów mit der belgischen 4-mal-100-Meter-Staffel mit 39,45 s auf den fünften Platz im B-Lauf gelangte. Anschließend kam er mit der Staffel bei den U23-Europameisterschaften in Espoo im Finale nicht ins Ziel. Bei den World Athletics Relays 2025 wurde er in 41,72 s Achter im Finallauf der Mixed-Staffel über 4-mal 100 Meter. Anschließend belegte er bei den U23-Europameisterschaften in Bergen mit der Männerstaffel in 39,73 s den siebten Platz.
2024 wurde Vermeulen belgischer Hallenmeister im 200-Meter-Lauf.

## Persönliche Bestleistungen
- 100 Meter: 10,40 s (+1,7 m/s), 4. Juni 2023 in Hengelo
- 200 Meter: 21,25 s (+1,6 m/s), 17. Mai 2023 in Oordegem
  - 200 Meter (Halle): 21,32 s, 18. Februar 2024 in Louvain-la-Neuve